# PTERA
PTERA staat voor PTT Elektronische RekenAutomaat, in 1953 in Den Haag op het Neherlaboratorium van de PTT gebouwd door Leen Kosten en Willem van der Poel. De PTERA bestond uit 700 elektronenbuizen en 120 relais en had een trommelgeheugen van 2048 woorden van 31 bits.

## Websites
- DBNL. A.A.A. de la Bruhèze, H.W. Lintsen, Arie Rip en J.W. Schot.  Techniek in Nederland in de twintigste eeuw. Deel 1. Techniek in ontwikkeling, waterstaat, kantoor en informatietechnologie, 1998.